# FC Barcelona Museum
Das FC Barcelona Museum (katalanischer Name: Museu del FC Barcelona) ist ein Sportmuseum in Barcelona, in dem die Geschichte des gesamten Sportvereins von den Anfängen bis in die Gegenwart dargestellt wird. Darüber hinaus werden hier die zahlreichen Pokale der Mannschaften des FC Barcelona ausgestellt.
Eingeweiht wurde das im Museum im Jahr 1984 von Präsident Josep Lluís Núñez. Seitdem wurde es drei Mal ausgebaut und erstreckt sich mittlerweile auf einer Gesamtfläche von 3500 m². Mit 1,2 Millionen Besuchern im Jahr ist es zum einen das meistbesuchte Fußball-Museum der Welt und zum anderen nach dem Museu Picasso das bestbesuchte Museum in der Stadt.
Das Museum ist ins Camp Nou, dem Stadion des FC Barcelona, integriert. Nach einer Renovierung im Sommer 2010 hat sich das Erscheinungsbild des Museums komplett geändert. Im ersten Teil des Museums befinden sich die Trophäensammlung des FC Barcelona, und auf audiovisuellen Touchscreens kann der Besucher interaktiv die Geschichte des Vereins erleben. Direkt an einen Museumsbesuch schließt sich eine Tour durch das Camp Nou an. Bei dieser Tour kann man unter anderem den Pressesaal, die Umkleidekabine der Auswärtsmannschaft, die Kommentatorenkabinen und die Trainerbänke besichtigen. Zudem kann man quasi aus „Spielerperspektive“, von eingespielten Fangesängen begleitet, den Einlauf ins Camp Nou erleben.

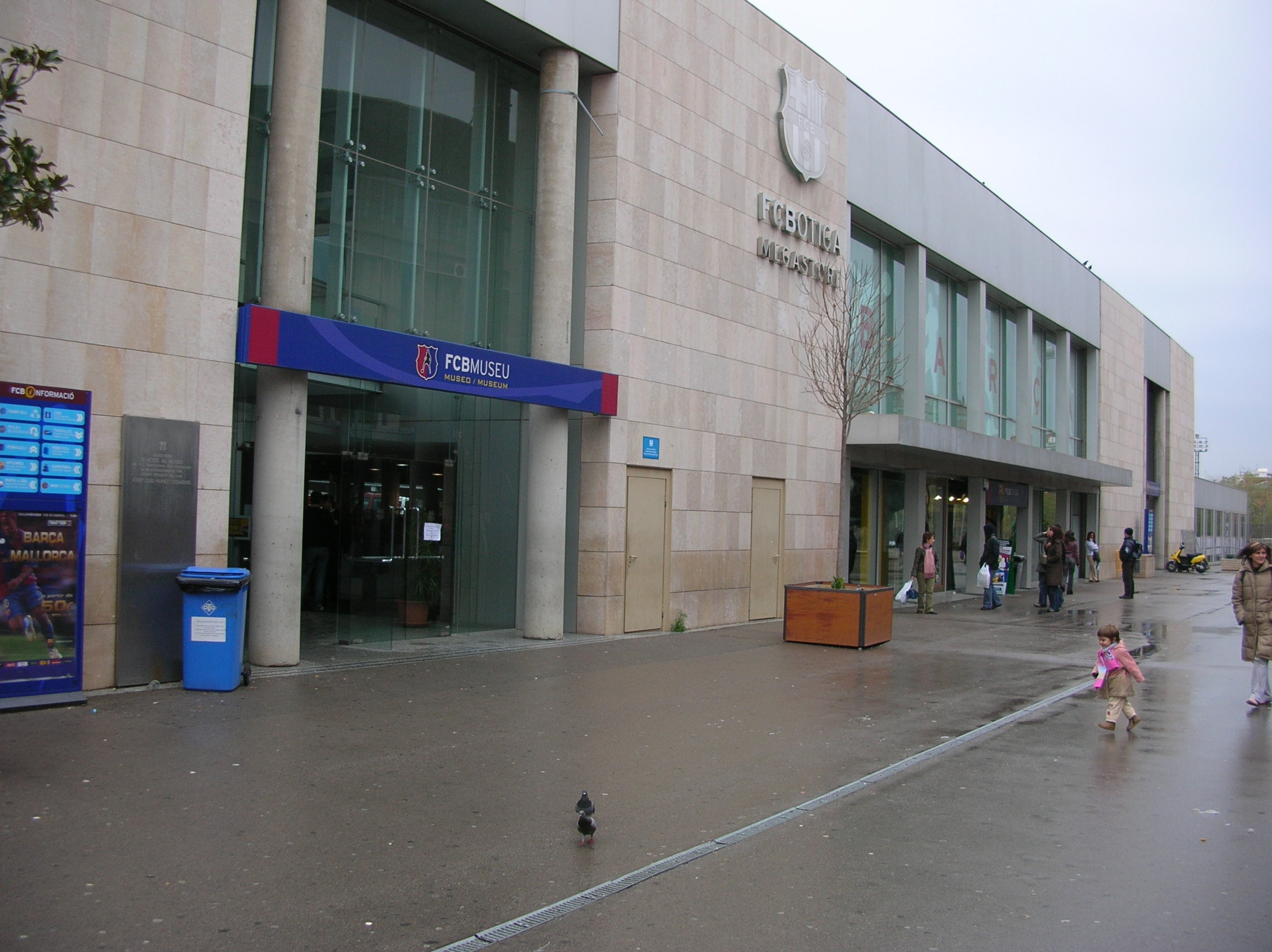
Eingang des Museums
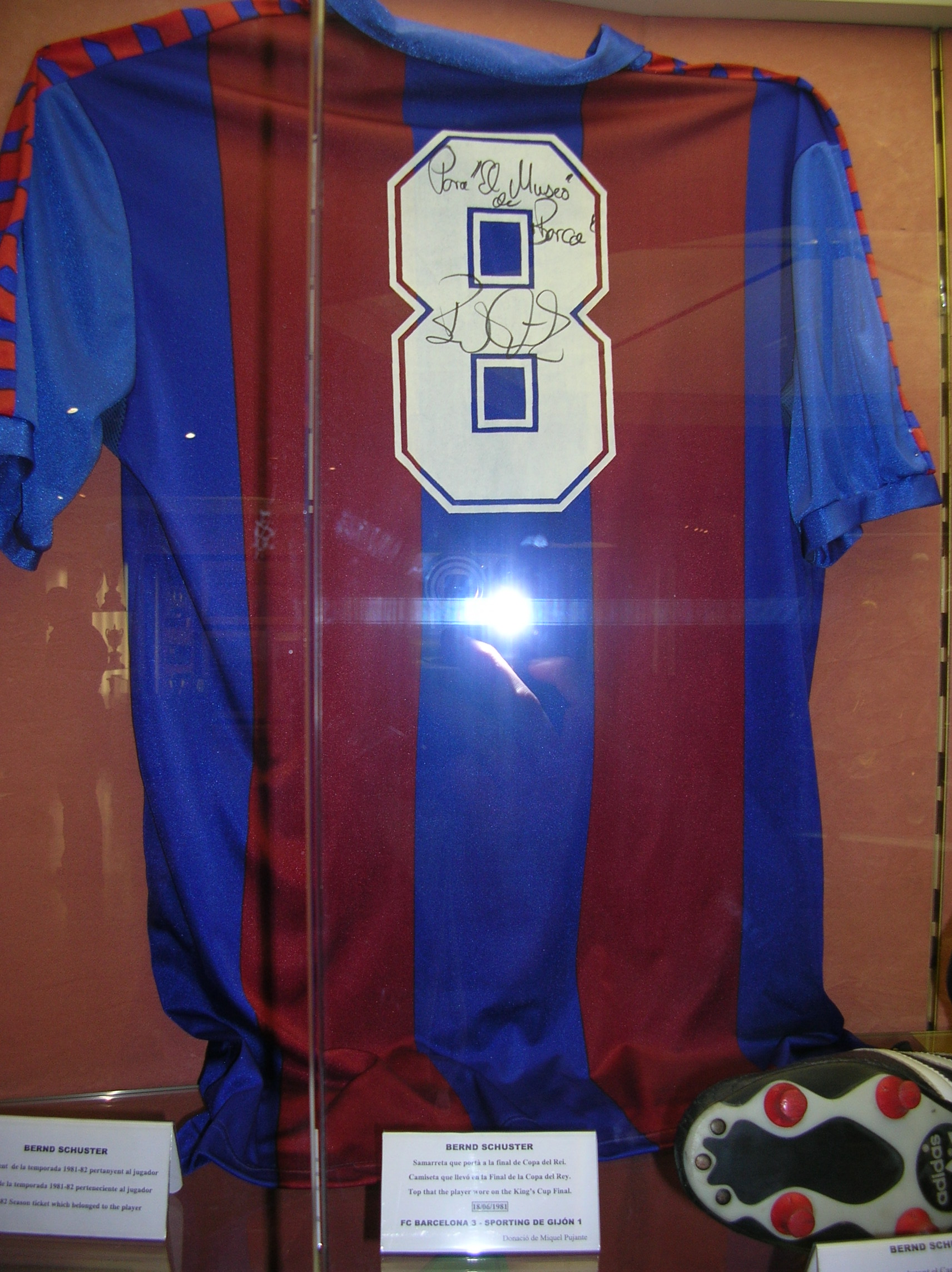
Trikot von Bernd Schuster
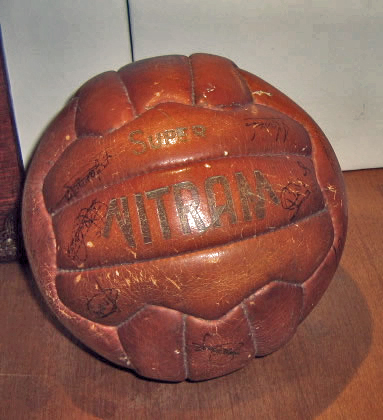
Im Messepokal 1958 eingesetzter Ball